# Histoire des Juifs à Przeworsk
Les Juifs se sont installés dans la ville polonaise Przeworsk dès le XVIe siècle. Majoritairement petits commerçants, artisans et aubergistes, ils ont représenté jusqu'à 45 % de la population de la ville à la fin du XIXe et au début du XXe siècle. Paradoxalement, lors de la Seconde Guerre mondiale, leur expulsion brutale par les nazis en 1939, vers la zone d'occupation soviétique, a permis à plusieurs habitants juifs de Przeworsk d'échapper à la Shoah.
Przeworsk est une ville de la voïvodie des Basses-Carpates, dans le Sud-Est de la Pologne, et le chef-lieu du powiat de Przeworsk. Sa population s'élevait à 15 450 habitants en 2017. Pendant la Seconde Guerre mondiale, à la suite du Pacte germano-soviétique, la ville se trouvait en zone d'occupation allemande mais à seulement 15 km de la zone d'occupation soviétique. 

## Histoire de la communauté juive

### Début de la communauté
Des Juifs sont présents à Przeworsk dès 1538 et en 1563, on compte trois familles juives en ville. En 1583, le propriétaire de la ville, Konstanty Wasyl Ostrogski, permet aux Juifs de posséder un maximum de deux maisons. À partir de 1594, ils n'ont plus l'autorisation de s'installer à Przeworsk, cependant cette interdiction ne semble pas avoir été strictement appliquée car il est fait mention en 1597 qu'un certain Abraham Italius est le chef de la communauté juive de Przeworsk, en 1610 de l'existence d'une synagogue, probablement en bois et en 1644, qu'une des rues de la ville est dénommée rue des Juifs. Jusqu'en 1638, les Juifs de Przeworsk dépendent de la communauté juive de Przemyśl. Selon des estimations, 150 Juifs habitent en ville vers la fin de la première moitié du XVIIe siècle. 
En 1667, on trouve des Juifs orfèvres, savonniers, vitriers et autres. Ils habitent dans le premier cyrkul (district) de la ville. En 1693, les Juifs de Przeworsk participent à la défense des murs de la ville. 

### La communauté duXVIIIesiècleà la Première Guerre mondiale
En 1712, Józef Lubomirski fait du Juif Lejzor Lewi, un citoyen libre, l'exonérant ainsi du paiement des taxes de justice et de la ville. Au XVIIIe siècle, les Juifs se voient attribuer un tiers des impôts et taxes de la ville. En 1727, les Juifs de Przeworsk payent 431 złotys et 8 grosz au total pour l'impôt par tête, selon le tarif de 1676. En 1738, le laudum (résolution) voté par la municipalité pour la répartition du lenung (prêt) semestriel d'un montant de 4 000 złotys nécessaires à l'armée, impute un tiers de la somme à la communauté juive de Przeworsk.  
En 1726, le Conseil des Quatre Pays (Va'ad Arba' Aratzot), représentant toutes les communautés juives de Pologne, se réunit à Przeworsk. En 1764, les propriétaires de la ville publient plusieurs ordonnances régissant les relations entre Juifs et Catholiques. Une ordonnance spéciale règle le commerce le dimanche et les jours fériés, ainsi que la question des veilleurs de nuit, auxquels catholiques et juifs sont également astreints. Chaque nuit, catholiques et juifs doivent nommer deux personnes pour effectuer les gardes. 
Jusqu'en 1772, et l'annexion de cette partie de la Pologne par l'Autriche, les Juifs sont autorisés à faire du commerce dans les villages alentour, mais pas dans la ville. 
Au XVIIe siècle et surtout au XVIIIe, les artisans catholiques des guildes des bouchers, des boulangers, des cordonniers, des tailleurs ainsi que des marchands portent plaintes contre les artisans et commerçants juifs qui détiennent une place de plus en plus importante dans l'économie de la ville. Les Juifs louent une forge, un fouloir, des moulins etc. Ils tiennent des tavernes, ont le droit de faire du miel, de brasser de la bière et de vendre sur les marchés. Ils vivent principalement dans les faubourgs de Przeworsk. 
Après 1772, les Juifs de Przeworsk distribuent à grande échelle des produits de tissage dans toute la Pologne: par exemple Józef Funhelstein de Przeworsk qui, avec le capitaine Jarosław Benlholz, transporte du coutil de Przeworsk à Dantzig et à Elbing, avant de le vendre à Königsberg. En 1777, les Juifs de Przeworsk payent annuellement 969 złotys d'impôt de tolérance, ce qui classe leur communauté comme la huitième dans la province actuelle de Podkarpackie. Mais en 1784, les bouchers et les autorités de la ville se plaignent que les Juifs abattent et vendent de la viande casher, mais ne veulent pas payer la taxe d'abattage. En 1785, il y a 884 Juifs en ville. En 1786, 26 ou 28 maisons appartenant à des juifs, servent de logement à l'armée. À cette date, 63 artisans juifs travaillent à Przeworsk, représentant 8,2 % de la totalité des artisans de la ville. Parmi eux, on compte 46 contremaîtres, 12 compagnons, 3 apprentis, 2 aides. Dans le détail, 22 travaillent dans la couture, principalement des femmes, 3 dans l'orfèvrerie, 1 est vitrier, 2 teinturiers, 4 imprimeurs de foulards, 8 fourreurs, 5 boulangers, 2 bouchers, 4 cordonniers. De plus, sur les 23 aubergistes, 15 sont juifs, dont 9 possèdent leur propre établissement.          

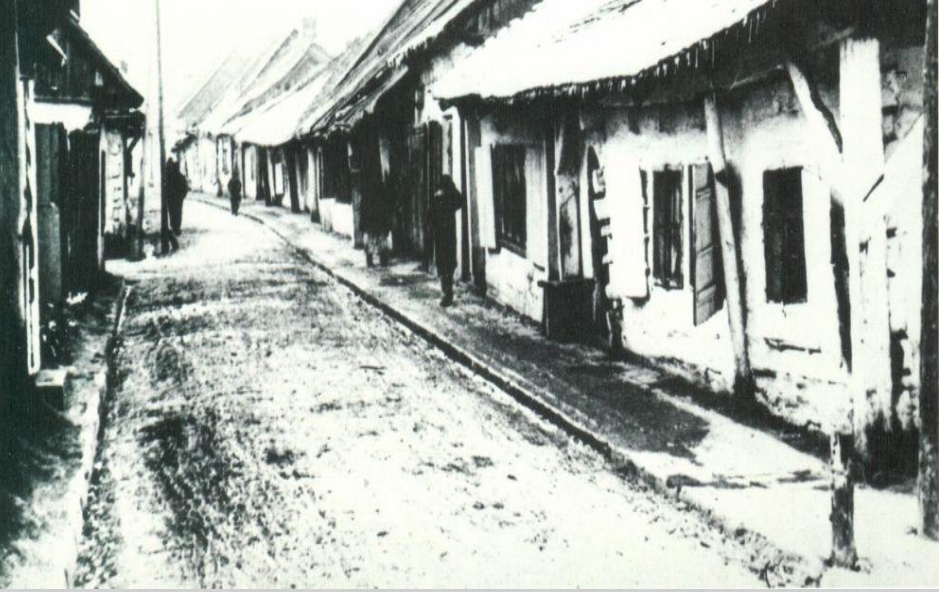
La rue Kazimierzowska dans le quartier juif au début du XXe siècle.

À partir de 1788, une jüdisch-deutsche Schule (école judéo-allemande) fonctionne à Przeworsk. Vers la fin du XVIIIe siècle, les Juifs possèdent 55 maisons sur un total de 266 maisons.
Le déclin économique de la ville sous la domination autrichienne, est attribué par beaucoup de Polonais à une augmentation excessive de la population juive. Les Juifs sont très actifs au XVIIIe siècle. Ils organisent même l'exportation et la vente du beurre de Przeworsk et de ses environs à Vienne. L'argent est très souvent prêté aux Juifs par des institutions cléricales, comme le monastère du Saint-Sépulcre ou le monastère des Bernardins, moyennant des intérêts élevés. En 1707, le Juif, Chaim Aleksander, orfèvre, avec le Ruthène Jan Martynowicz, se livrent à une falsification de l'argent. Ils seront tous les deux sévèrement punis par le tribunal de Przeworsk. En 1786, le maire Golkiewicz remet en question le droit de propination (privilège exclusif de fabriquer et vendre des boissons alcoolisées) dont bénéficie les Juifs et qui leur permet d'investir dans l'achat de maisons à Przeworsk au détriment des propriétaires catholiques. Il exige que les Juifs de Przeworsk soient traités comme ceux de Jarosław, où ils ont entre autres interdiction de pratiquer le brassage.  
En 1835, 821 Juifs vivent dans la paroisse catholique de Przeworsk. En 1870, leur nombre est de 1 140. Il y a quatre synagogues, deux cimetières et deux rabbins. En 1896, le nombre de Juifs dans la ville est de 1932, ce qui correspond à 57,7 % de la population totale. Le rabbin est alors Chaim Cwi Aszkenazy.
En 1914, le pourcentage de Juifs dans la population totale est de 44.9%. La communauté juive de Przeworsk intègre les Juifs des villes et villages suivants: Budy Przeworskie, Chałupki, Dębów, Gać, Głogowiec, Gniewczyna Łańcucka, Gniewczyna Tryniecka, Gorliczyna, Gorzyce, Grzęska, Jagiełła, Kosina, Maćkówka, Mirocin, Mokra Strona, Nowosielce, Rogóżno, Rozbórz, Studzian, Świętoniowa, Tryńcza, Ubieszyn, Ujezna, Urzejowice, Wólka Małkowa et Wólka Ogryzkowa.           

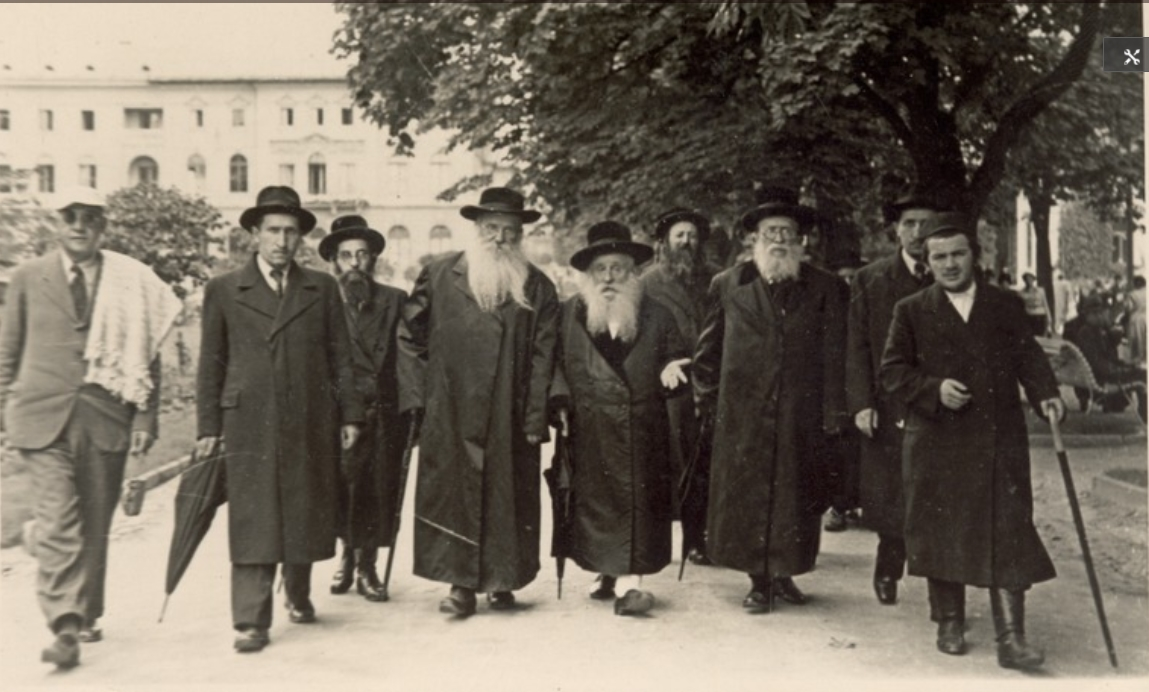
Groupe de Juifs orthodoxes à Przeworsk.

### La communauté orthodoxe
À côté des Juifs traditionalistes formant la majorité de la communauté juive, il existe une forte minorité d'orthodoxes. Vers la fin du XVIIIe siècle, Icchak de Przeworsk devient le chef de la communauté hassidique locale. Il est le maitre entre autres, d'Ajzyk de Kalew, appelé le tsadik chantant,.
Menach Mendel est le tsadik suivant de Przeworsk, qui s'installera plus tard à Rymanów. Il est remplacé par Mosze de Przeworsk, l'auteur du livre La lumière du visage de Moïse (Światło Mojżeszowego Oblicza). Puis pendant une courte période, Menach Isachar, fils d'Tzadik Elimelech de Leżajsk devient tsadik. Il meurt le 5 février 1814 et est enterré au cimetière local. Le tsadik suivant est Abraham Moshe ben Emanuel Weltfreud. La présence de tant d'importants représentants du mouvement hassidique, va influencer la communauté juive dans son ensemble au cours du XIXe siècle. 
Après la Seconde Guerre mondiale, les membres survivants de cette communauté hassidique, vont s'installer à Anvers en Belgique sous le nom de dynastie hassidique de Pshevorsk.

### L'entre-deux-guerres
En 1921, la ville compte 3 371 habitants dont 1 457 Juifs. En 1931, dans l'ensemble du district, vivent 3 405 Juifs, mais qui ne représentent que 5,5 % de la population. Les Juifs dominent le commerce local. En 1936, ils possèdent 147 des 180 entreprises commerciales, soit 81,7 %, et ils sont membres de l'Association des marchands. Les artisans sont réunis dans l'Association économique indépendante, présidée par Ch. Kupferman. Sur le plan politique, les partis sionistes dominent. Le Bund est présent en ville et le mouvement de jeunesse Frayhayt gère une bibliothèque juive. Dans la période de l'entre-deux-guerres, les Juifs ont un Caisse de paiement anticipé, dirigée par Anzelm Kleinman, qui en 1932 à 367 actionnaires. L'avocat Aleksander Karpf est membre de l'association Sokół locale. 
Dans la nuit du 25 au 26 avril 1930, une partie importante des bâtiments en bois du quartier juif et de la partie nord de la place du marché brûle. Le gendarme Franciszek Piasek est le premier à remarquer l'incendie. Il alerte aussitôt les pompiers locaux. Dans les jours qui suivent l'incendie fait les gros titres de la presse locale et polonaise. Ilustrowany Kuryer Codzienny, basé à Cracovie, alors le plus grand quotidien du pays écrit: "45 maisons du quartier juif ont été complètement incendiées. Les habitants terrifiés n'ont réussi à s'échapper qu'en fuyant en sous-vêtements". Le journal newyorkais de langue polonaise Przegląd Tygodniowy rapporte en gros caractères sur sa première page: "43 maisons d'habitation incendiées! Un incendie en Pologne a privé de toit 700 personnes. Le feu a démarré à partir de bougies allumées dans la synagogue de Przeworsk", informant à tort que l'incendie a eu lieu pendant le service, dans la synagogue, alors qu'il a été prouvé que le feu a pris dans une maison voisine de la synagogue.
Il s'avère que les pompiers locaux, appuyés par les gardes de l'usine sucrière, ne sont pas en mesure de faire face à l'incendie qui se propage rapidement. Dans la matinée, plusieurs unités de pompiers avec leurs engins d'incendie arrivent de Łańcut, Jarosław, Przemyśl et Rzeszów, et réussissent enfin à contrôler le feu. Une compagnie de l'armée est impliquée dans le sauvetage des personnes et des biens. Le voïvode de Lwów, Wojciech Gołuchowski arrive rapidement sur les lieux avec ses subordonnés et ordonne le paiement de 8 000 złotys à répartir entre les victimes.
.
Les données officielles citées par la presse font état de 13 maisons en briques détruites sur la place du marché et de 30 autres bâtiments dans le quartier. Le nombre de victimes est estimé à plus de 300 personnes, principalement des Juifs, avec des pertes s'élevant à 500 000 złotys de l'époque. Alors que les biens immobiliers sont assurés, les dommages les plus importants concernent les marchandises stockées, entre autres, deux wagons de blé et de seigle situés dans le dépôt de Spiglen.
L'incendie est un coup très dur pour la ville, déjà frappée comme beaucoup d'autres par la crise économique mondiale. Les juifs pauvres sont particulièrement touchés. Certains des habitants juifs décident de quitter Przeworsk. L'école locale note dans sa chronique que certains enfants juifs ont interrompu leurs études.
Les responsables de la ville apprennent rapidement du drame. Il est clair que la protection contre les incendies a échoué. Lors de l'incendie, par exemple, il n'y avait pas assez d'eau pour éteindre le feu, celle-ci a dû être pompée dans la lointaine Mleczka. Il n'y avait pas aussi d'équipement de sauvetage approprié. Ainsi, l'année suivante, en mars, les conseillers municipaux décident de démarrer la construction d'un château d'eau avec canalisations et bornes-fontaines, afin d'éviter de telles catastrophes à l'avenir.   
Selon les sources, une partie des Juifs sans abris trouvent refuge dans des maisons indemnes détenues par des catholiques, malgré un antisémitisme latent parmi la population polonaise

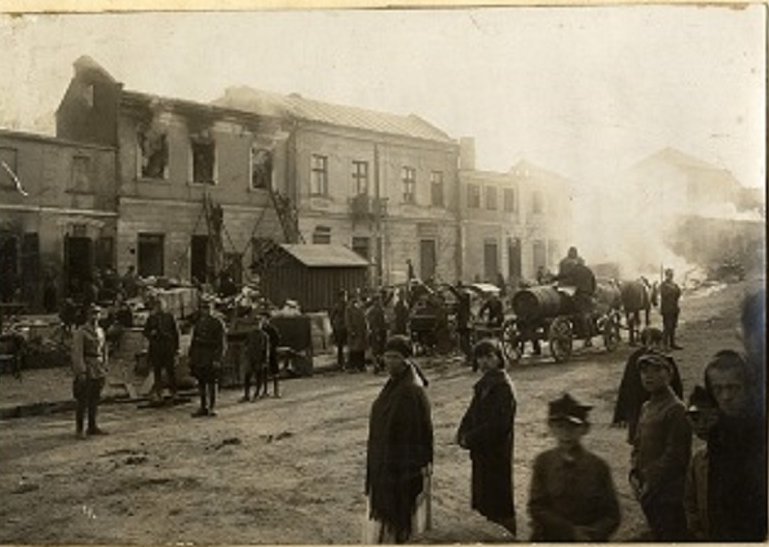
La place du marché pendant l'incendie.
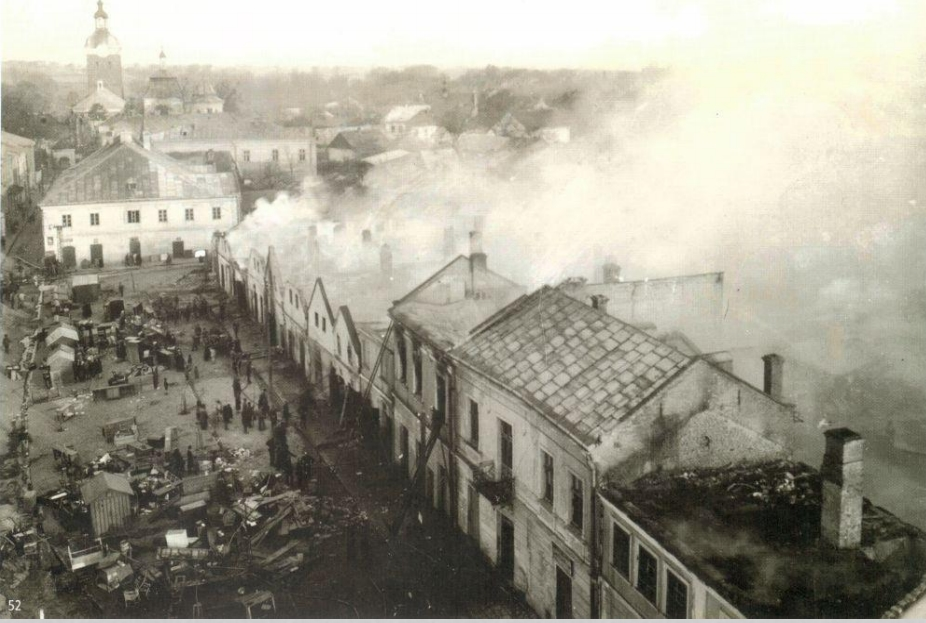
Autre vue de la place du marché pendant l'incendie.
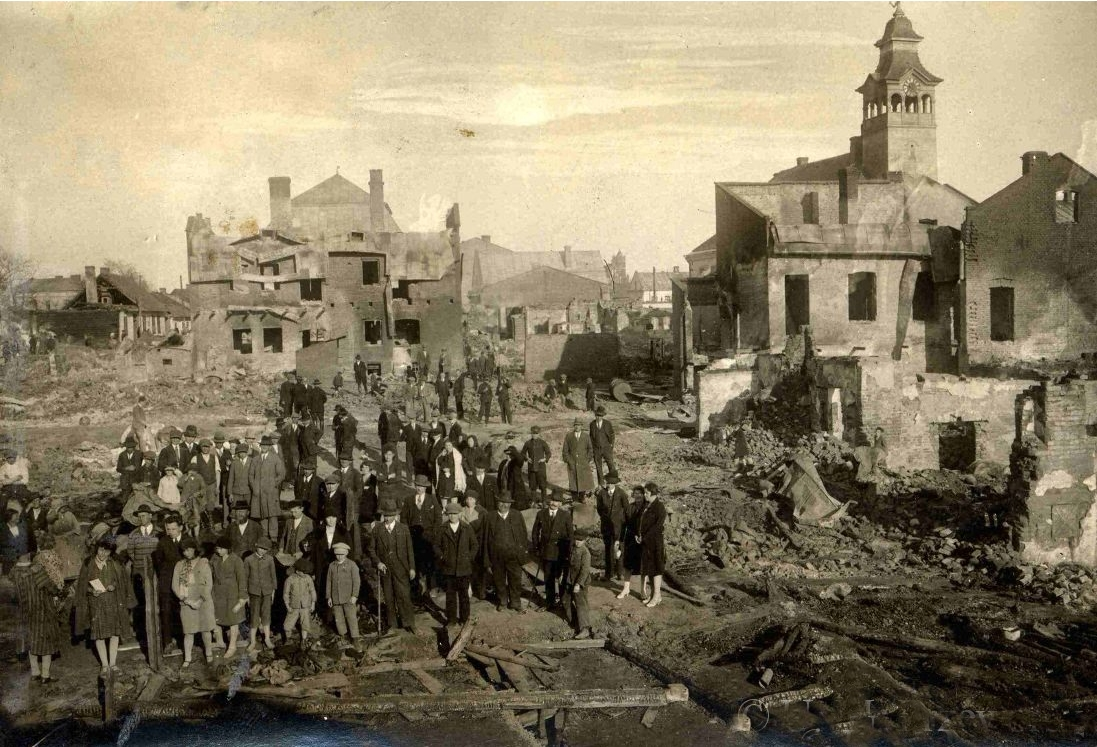
La place du marché après l'incendie.
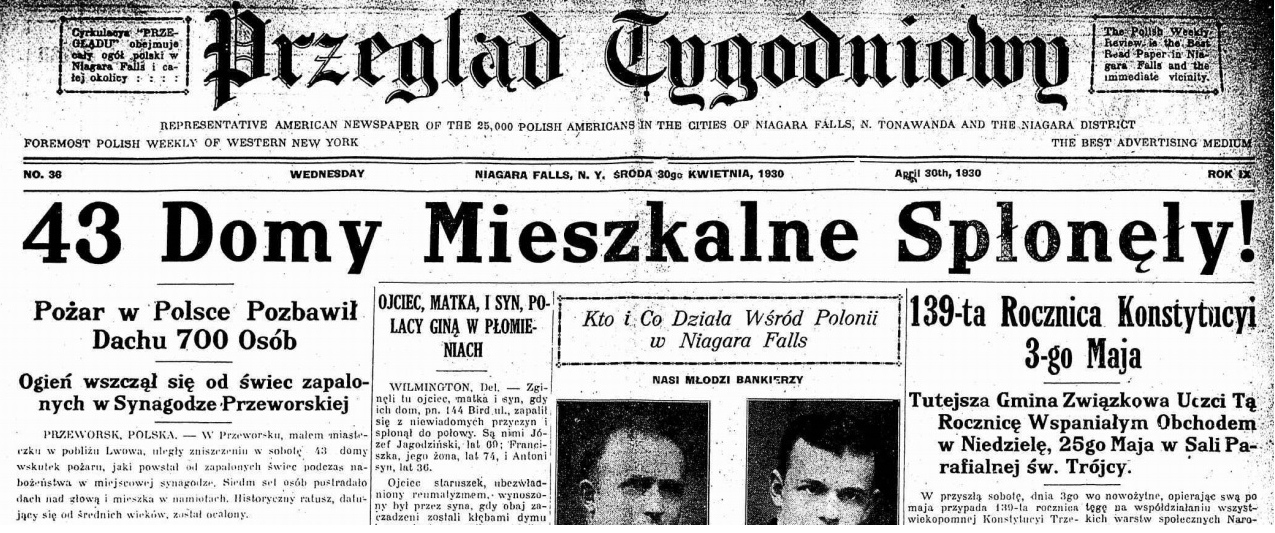
Le journal Przegląd Tygodniowy relate l'incendie en première page.

Dans la période de l'entre-deux-guerres, les Juifs participent activement à la vie de la ville. Par exemple en 1921, sont élus conseillers municipaux: Markus Aschkenazy, commerçant; Eisig Englard, marchand de bière; Abraham Herbstman, commerçant; Dr.Aleksander Karpf, avocat; Jakób Karpf, marchand de peinture; Izrael Leszkowitz, commerçant; Ozyas Leib Reifer; Hersch Rotenstreich, commerçant et Sussman Weissberg.            
Jusqu'en 1927, le fonctionnement des communautés juives du sud-est de la Pologne, y compris celle de Przeworsk, est régi par des règlements établis pendant l'autonomie galicienne. Des modifications de la législation concernant le fonctionnement des communautés juives en Galicie ont lieu en 1927 sur la base de l'ordonnance du président de la République de Pologne réformant le statut juridique des communautés religieuses juives sur le territoire de la République de Pologne, à l'exception de la province de Silésie. Classée comme petite communauté selon la réglementation, la communauté juive de Przeworsk est gérée par un conseil composé d'un rabbin et de 8 membres, dont les fonctions sont honorifiques et non rémunérées. Chaque rabbin peut éventuellement être épaulé par un rabbin assistant.
La première élection du Conseil de la communauté religieuse de Przeworsk se déroule le 1er juillet 1928. Le parti sioniste remporte 6 sièges, et les orthodoxes 2 sièges. Sont élus pour les sionistes : Dr Anzelm Kleinam, avocat ; Hersch Rottenstreich, commerçant ; Markus Goldberg, commerçant ; Markus Hornstein, commerçant ; Mozes Schnebaum, commerçant ; Abraham Zimerman, commerçant ; et pour les orthodoxes : Eisig Englard, commerçant et Schulim Aszkenazy, commerçant qui assurera la présidence. 
Lors des élections du 24 mai 1934, le conseil se compose de: Schulim Aszkenazy; Jakób Englard, commerçant, sans étiquette ; Izak Wachtel, aubergiste, sans étiquettei ; Hersch Rottenstreich, commerçant, Machsike Hadas (orthodoxe) ; Abraham Adler, commerçant, Agoudat Israel (orthodoxe); Maier Reches, commerçant, sans étiquette; Berl Glanzman, commerçant, Agoudat Israel ; Abraham Zimmerman, bottier, sans étiquette ; Daniel Jarosławicz, commerçant, sans étiquette. Schulim Aszkenazy réélu président est remplacé à sa mort le 30 juillet 1936 par Jakób Englard. Le nouveau conseil prend ses fonctions le 15 novembre 1934. 
En comparant l'élection de 1928 et celle de 1934, on constate une très nette perte d'influence des sionistes sur la communauté juive de Przeworsk

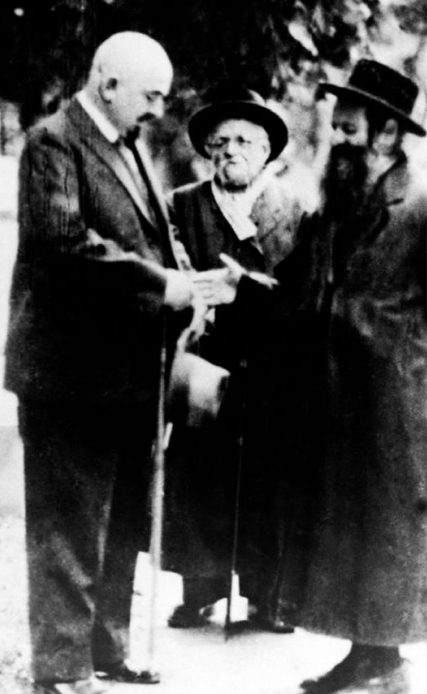
Le président de la communauté Schulim Aschkenazy en discussion avec le rabbin Eliasz Fränkel.

À partir de 1925, le rabbin de Przeworsk est Eliasz Fränkel, né en 1874 à Nerajów, fils de Beila et Osiasz Hersch. Diplômé de l'école primaire, il est marié et a neuf enfants. Avant de devenir rabbin, il était marchand. À partir de 1931, il est aidé par un rabbin adjoint, Berl Humin, né en 1875 à Gliniany, fils de Feiga et Naftali Herz. Il est autodidacte, marié et a quatre enfants. Le Staroste du powiat de Przeworsk définit le rabbin Eliasz Fränkel et le rabbin adjoint Berl Humin, comme suit: "des personnes moralement incontestées, populaires dans la société juive, dignes et respectées par la population juive. Peu impliqués politiquement, loyaux, pro-gouvernementaux". Dans l'entre-deux-guerres, le président de la communauté juive est Schulim Aschkenazy, tandis que le trésorier est Sussman Weisberg, par ailleurs membre du conseil municipal. 
L'une des tâches fondamentales du Conseil de la communauté est la préparation et l’adoption du budget. Les revenus provenant de la Shehita (abattage rituel) et du cimetière s'élèvent à 13 286,80 zlotys pour 1932, à 10 312,05 zlotys pour 1933 et à 9 877,00 zlotys pour 1934. À ces sommes on doit rajouter les revenus de la synagogue (mariages, dons, vente de places) et du mikvé (bain rituel) que l'on ignore. Le budget sert à payer le rabbin Eljasz Fränkel et son adjoint Berl Humin (pour un montant total de 6 400 zlotys en 1932, de 4 108 zlotys en 1933 et 3 685 zlotys en 1934), à entretenir le mikvé et le cimetière, à couvrir les frais administratifs et les dépenses liées à l'abattage rituel, dont les salaires des deux bouchers Samuel Strauch et Dawid Nusskern ainsi que la retraite de Daniel Berger (le tout pour un montant total de 6 345,00 zlotys  en 1932, de 5 106,50 zlotys en 1933 et de 4 850,00 zlotys en 1934). Le budget réservé aux œuvres caritatives s'élève à 841,10 zlotys en 1932. 
Plusieurs associations et organisations caritatives, culturelles, éducatives, sportives et politiques existent parmi la communauté juive : l'Association caritative Gemilath-Chasudim (Le don de la bonté) et l'Association d'aide aux Juifs pauvres et malades; Les associations culturelles et éducatives organisent des spectacles de théâtre amateur, des chorales, des groupes de musique, gèrent des bibliothèques, des salles de lecture, organisent des cours de langue et des conférences ; l’Association Miriam a pour but de promouvoir l’éducation et la connaissance du judaïsme chez les filles juives. L'association sportive Makabi est créée pour encourager la pratique du sport parmi la jeunesse juive. L’Association des bibliothèques du peuple juif s'efforce de diffuser l'éducation parmi la population juive et d'approfondir la culture juive.
En 1936, 180 entreprises commerciales sont enregistrées à Przeworsk, dont 147 détenues par des Juifs, soit 82 % de toutes les entreprises opérant à Przeworsk. En revanche, sur 101 entreprises artisanales enregistrées, seule 29 sont juives, ce qui représente 29 % du total. Au 1er janvier 1938, la valeur des biens meubles de la communauté religieuse israélite de Przeworsk est de 2 000 zlotys, tandis que la valeur immobilière est estimée à 81 500 zlotys. En 1938, environ 1 500 Juifs vivent à Przeworsk.

### LaSeconde Guerre mondialeet laShoah

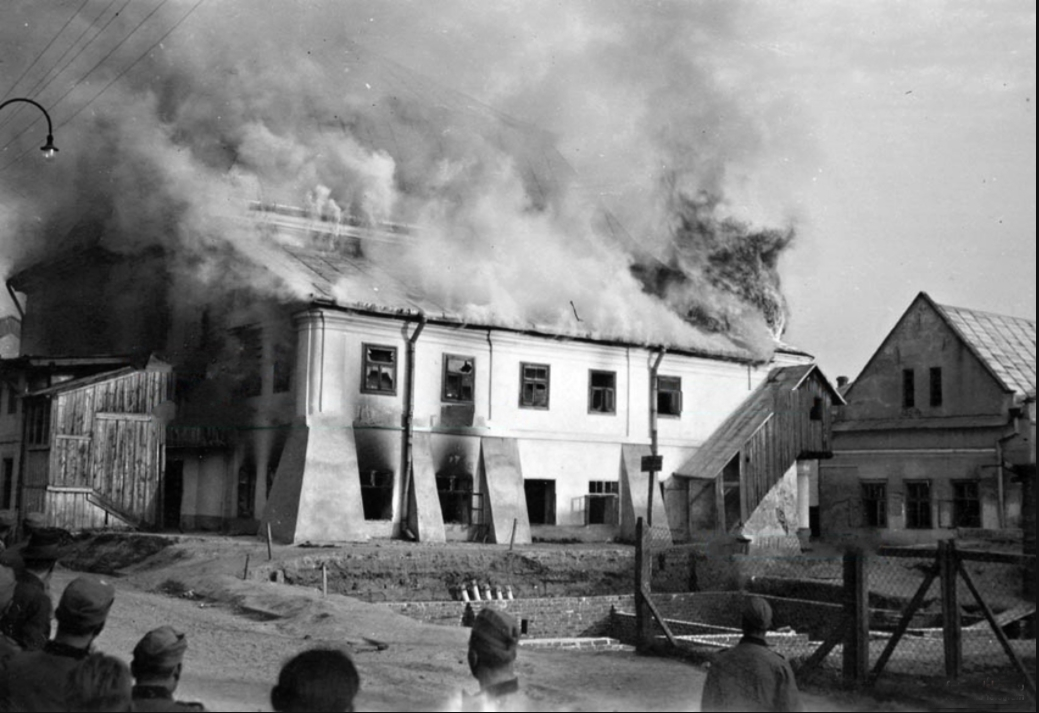
Incendie de la synagogue par les Allemands en 1939.

Le 10 septembre 1939, vers 14 heures, une unité de la Wehrmacht entre à Przeworsk. À l'arrière se trouve un groupe opérationnel de la Sicherheitspolizei (Sipo), police de sécurité, et de la Sicherheitsdienst (SD), services de sécurité, composé de 4 unités opérationnelles et dirigé par Alfred Hasselberg. Dès lors, les Juifs de Przeworsk sont soumis à des harcèlements et des sévices par l'occupant allemand : "Tous les Juifs sont rassemblés hier et on leur a ordonné de balayer la ville. (...) Toutes les barbes et les payess ont été coupées". Les Allemands incendient aussi la belle synagogue de style Renaissance datant de 1626, avec tout son mobilier. La synagogue se trouvant à côté de l'hôtel de ville, les Allemands prétendent y avoir trouvé des armes et munitions. Ils incendient aussi la maison de prière qui se trouvait adjacente de la synagogue et qui hébergeait un heder et l'appartement du rabbin, ainsi que la grande bibliothèque.  
À partir du 27 septembre 1939, jour de Souccot, ils dépouillent de leurs biens les Juifs, les expulsent de la ville et les forcent à traverser à pied et à la nage, la rivière San à Przemyśl et en d'autres endroits afin de rejoindre sur l'autre rive, la zone d'occupation soviétique. Beaucoup vont périr noyés. Ceux qui réussirent, se réinstallent à Sieniawa. 
Sur les 1 781 Juifs vivant en ville quand les Allemands arrivent, seuls 27 sont restés après l'expulsion. Dans les années 1939-1943, les Allemands assassinent près de 240 personnes dans le cimetière juif, la plupart d'entre elles sont des juifs des villes avoisinantes. En 1942, 16 Juifs sont abattus par la police militaire dans la maison de Lejba Trinczer dans la ville voisine de Gniewczyna Tryniecka. À la même période, ils tuent 45 personnes représentant 10 familles dans le village de Jagiełła. En octobre 1943, à Dębów, ils assassinent 10 Juifs et les enterrent sur le lieu de leur exécution. Paradoxalement, l'expulsion brutale par les Allemands en 1939, vers la zone d'occupation soviétique, a permis à plusieurs Juifs de Przeworsk, d'échapper aux massacres et de survivre à la Shoah.

## Évolution de la population juive
| Population juive à Przeworsk, |                               |                 |                      |
| Année                         | Population totale de la ville | Nombre de Juifs | Pourcentage de Juifs |
| 1786                          | 3 230                         | 884             | 27,3 %               |
| 1835                          | 2 140                         | 821             | 38,4 %               |
| 1861                          | ~2 500                        | 947             | 37,8 %-              |
| 1870                          | 2 740                         | 1 140           | 41,65 %              |
| 1880                          | 2 926                         | 1 224           | 41,8 %               |
| 1890                          | 2 980                         | 1 180           | 39,6 %               |
| 1900                          | 3 188                         | 1 422           | 44,6 %               |
| 1910                          | 3 290                         | 1 477           | 44,9 %               |
| 1921                          | 3 371                         | 1 457           | 43,2 %               |
| 1934                          | ~7 000                        | ~1500           | 21,4 %               |
| 1939                          | 7 242                         | 1 462           | 20,2 %               |

## Personnalités juives nées à Przeworsk
- Joseph Babad (1801-1874), rabbin, posseq et talmudiste
- Jakub Przeworski (1875-1935), éditeur et libraire polonais
- Léon Weissberg (1893-1943), peintre polonais

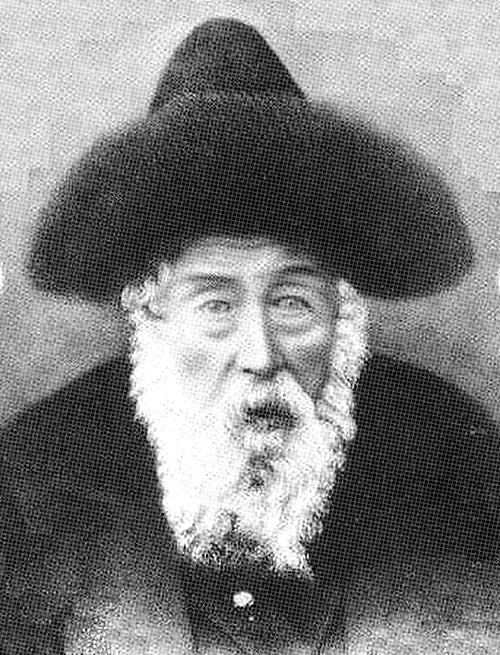
Joseph Badad
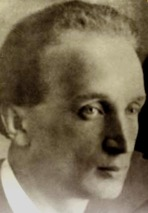
Léon Weissberg